# خون‌سازی خارج مغز استخوان

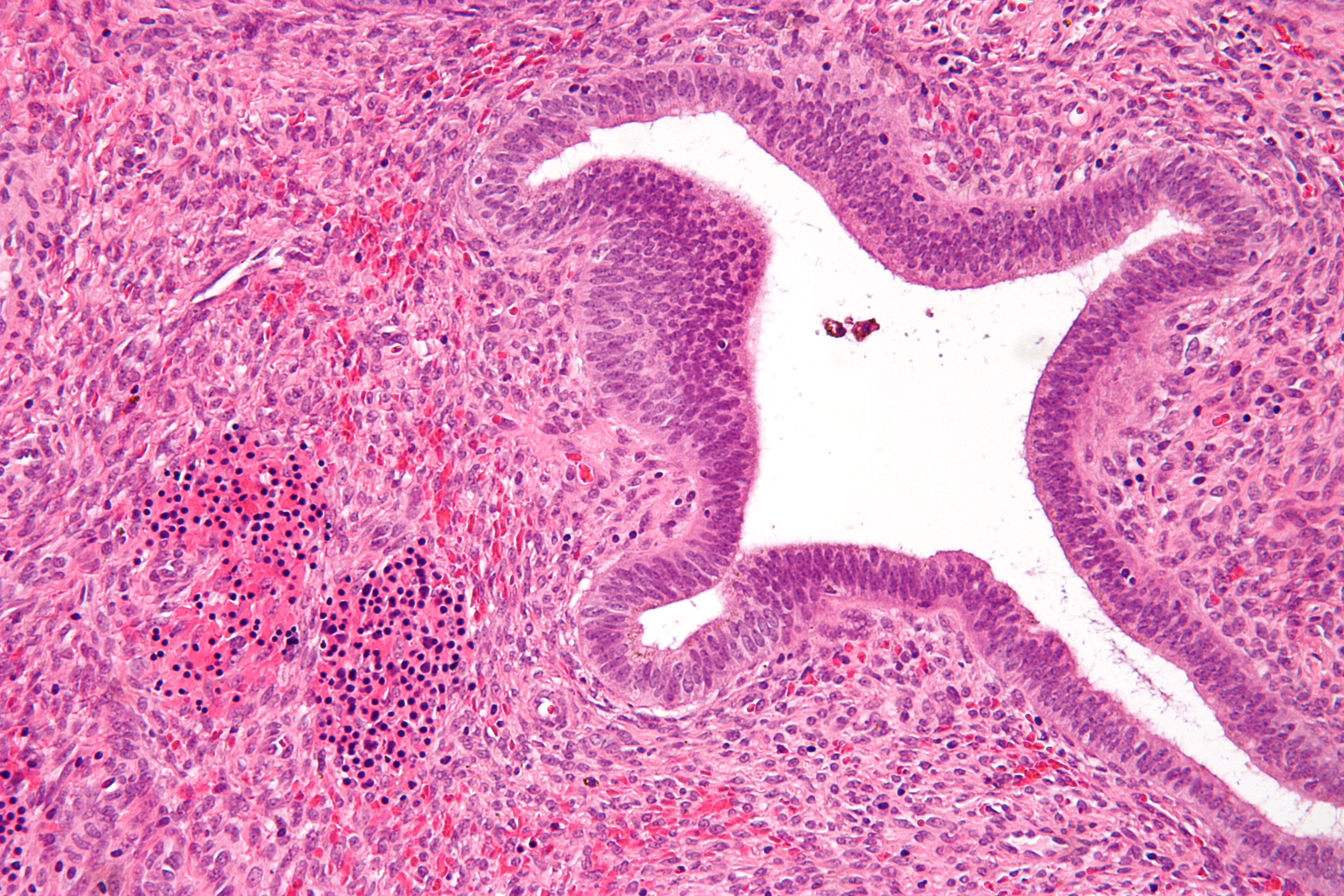
عکس ریزنگار گلبول‌های قرمز هسته‌دار (پایین سمت چپ تصویر) را نشان می‌دهد، یکی از عناصر لازم برای خونسازی خارج از مغز استخوان، در یک پولیپ آندومتر. رنگ‌آمیزی هماتوکسیلین-ائوزین H&E.

خون‌سازی خارج مغز استخوان (EMH یا گاهی EH) به خونسازی خارج از مِدولای استخوان (مغز استخوان) گفته می‌شود و این خونسازی ممکن است فیزیولوژیک یا پاتولوژیک باشد.
EMH فیزیولوژیک در زمان جنینی و رشد جنین رخ می‌دهد؛ در این مدت محل اصلی خون‌سازی جنین کبد و طحال است.
EMH پاتولوژیک می‌تواند در بزرگسالی رخ دهد، هنگامی که خون‌سازی فیزیولوژیکی نمی‌تواند به درستی در مغز استخوان کار کند و سلولهای بنیادی خونساز (HSC) باید به بافتهای دیگر مهاجرت کنند تا با تشکیل اجزای سلولی خون ادامه یابد. EMH پاتولوژیک می‌تواند ناشی از میلوفیبروز، تالاسمی یا اختلالات ایجاد شده در سیستم خونسازی باشد.

## EMH فیزیولوژیک
در طول رشد جنین، خونسازی عمدتاً در کبد جنین و طحال رخ می‌دهد و به دنبال آن در مغز استخوان قرار می‌گیرد. خونسازی همچنین در بسیاری از بافت‌ها یا اندام‌های دیگر مانند کیسه زرده، ناحیه مزونفروس آئورت گناد (AGM)، طحال و غدد لنفاوی صورت می‌گیرد. در طول رشد، مهره‌داران از مرحلهٔ اولیه و قطعی خونسازی عبور می‌کنند. ریه‌ها نیز در تولید پلاکت در بزرگسالان نقش دارند.

### خون‌سازی اولیه
خون‌سازی اولیه در کیسه زرده در مراحل اولیهٔ رشد جنینی رخ می‌دهد. مشخصهٔ آن تولید پیش‌سازهای اریتروئیدی یا گلبول‌های قرمز هسته‌دار است که تحت عنوان اریتروبلاست یا مگالوبلاست نیز شناخته می‌شوند. هدف اصلی تولید این سلول‌ها تسهیل اکسیژن‌رسانی بافتی برای حمایت از رشد سریع جنین است. این مرحلهٔ اولیه گذرا است و سلول‌هایی که تولید می‌شوند گلوبینهای جنینی را نشان می‌دهند، پرتوان نیستند و توانایی تجدید خود را ندارند.

### خون‌سازی قطعی
خون‌سازی قطعی با مرحلهٔ اولیه از طریق تولید سلول‌های بنیادی خونساز متفاوت است. تشکیل این سلول‌ها در AGM بعداً هنگام رشد اتفاق می‌افتد. بعداً، آنها به کبد جنین مهاجرت می‌کنند، جایی که اکثر خونسازی فیزیولوژیکی خارج مغز استخوان در آن انجام می‌شود. سرانجام، هنگامی که مغز استخوان رشد کرد، آنها به آنجا مهاجرت می‌کنند. آنها همچنین می‌توانند به طحال و غدد لنفاوی مهاجرت کنند، جایی که ممکن است خونسازی رخ دهد، اما به میزان کمتر.

### خون‌سازی ریوی
به نظر می‌رسد خون‌سازی ریوی در بزرگسالان نیز نقش مهمی ایفا می‌کند. در مقایسه با مغز استخوان، جایی که خون‌سازی سه‌گانه رخ می‌دهد، ریه‌ها ترجیحاً از طریق سلول‌های ساکن مگاکاریوسیت‌ها به تولید پلاکت کمک می‌کنند. این امر با مطالعاتی ثابت می‌شود که نشان می‌دهد خون خروجی از ریه‌ها پلاکت‌های بیشتر و سلول‌های پیش‌ساز کمتری نسبت به خون وارد شده به ریه‌ها دارد. دیده شده است که در موارد ترومبوسیتوپنی شدید، مگاکاریوسیت‌های ریوی از ریه‌ها به داخل مغز استخوان مهاجرت می‌کنند، جایی که در آن به جبران سلول‌های تخلیه شدهٔ مغز استخوان کمک می‌کنند.

## EMH پاتولوژیک
در بزرگسالان، بیشتر خون‌سازی در مغز استخوان رخ می‌دهد. تولید قابل توجه خون در هر اندام دیگر معمولاً نتیجهٔ یک فرایند پاتولوژیک است. هنگامی که تعداد گلبول‌های قرمز (RBC) کم است، بدن یک مکانیسم هموستاتیک را با هدف افزایش سنتز گلبول‌های قرمز، به‌طور معمول از طریق تولید اریتروپویتین ایجاد می‌کند. اگر از دست دادن گلبولهای قرمز شدید شود، خون‌سازی در فضاهای خارج استخوان رخ می‌دهد.
علت EMH پاتولوژیک می‌تواند یکی از بی‌شمار بیماری‌های خونی مانند میلوفیبروز یا در نتیجهٔ تابش اشعه به مغز استخوان باشد. تالاسمی و کم‌خونی همولیتیک ناشی از آن یکی دیگر از عوامل مهم EMH پاتولوژیک است. EMH در بسیاری از اختلالات خونی خوش‌خیم دیگر مانند کم‌خونی داسی‌شکل، اسفروسیتوز ارثی، کم‌خونی دیس‌اریتروبلاستیک مادرزادی و پورپورای ترومبوسیتوپنیک ایدیوپاتیک مشاهده شده است. EMH همچنین می‌تواند به عنوان بخشی از پاسخ به التهاب یا عفونت سیستمیک دیده شود.

### مناطق EMH
مکان‌های EMH می‌تواند گسترده باشد، محل‌های شایع بیشتر در طحال، کبد و غدد لنفاوی هستند. دیگر بروزات در تیموس، قلب، سینه، پروستات، رباط‌های وسیع، کلیه‌ها، غدد فوق کلیوی، پرده جنب، بافت پشت صفاق، پوست، اعصاب محیطی و جمجمهای و کانال نخاعی رخ می‌دهد.

#### طحال
در طول دوره پس از زایمان، طحال به محل مکرر EMH تبدیل می‌شود، در حالی که این در مراحل جنینی خونسازی، تنها یک عامل جزئی محسوب می‌شود. علیرغم شرایط هیپوکسیک/اسیدی ریزمحیط طحال، همراه با لژیون ماکروفاژها که باعث ناخوشایند بودن برای HSCها می‌شود، EMH معمولاً در پالپ قرمز رخ می‌دهد. در بین اندام‌های مختلف مرتبط با EMH، طحال محلی منحصر به فرد برای ارزیابی برهمکنش‌های سلول بنیادی خونساز (HSC) است.

#### کبد
طبیعی است که نوزادان، EMH کبدی داشته باشند، زیرا تا سن ۵ هفتگی در حال رشد هستند. از سوی دیگر، EMH کبدی در بزرگسالان می‌تواند نشان‌دهنده یک وضعیت پاتولوژیک باشد. این شامل پیوند، تومورهای کبدی، اختلالات کبدی یا سپسیس است. هپاتوبلاستوما، آدنومها و سرطانهای کبدی نیز می‌توانند منجر به EMH در بزرگسالان شوند. علاوه بر این، EMH اغلب در سینوزوئیدهای کبدی مشاهده می‌شود.

#### غدد لنفاوی
EMH در غدد لنفاوی معمولاً با نئوپلاسمهای زمینه‌ای مرتبط است. نئوپلاسم‌های میلوپرولیفراتیو (MPNs) تمایل به EMH دارند. در صورت شناسایی EMH در غدد لنفاوی یک بزرگسال یا نوزاد، باید ارزیابی خون شامل شمارش سلول‌های خونی، اسمیر خون محیطی و احتمالاً بیوپسی مغز استخوان انجام شود.

#### مناطق دیگر
بافت‌های زیر نیز ممکن است با EMH در ارتباط باشند: تیموس، قلب، سینه، پروستات، بافت چربی، غدد فوق کلیوی، کلیه، پریوستئوم، حفره پلور، نواحی پیش‌مهره‌ای، بافت داخل نخاعی، بافت پشت صفاق، پوست، اعصاب محیطی و جمجمه، کانال نخاعی، ناحیه پیش ساکرال، نازوفارنکس، سینوس‌های پارانازال و انواع متعددی از نئوپلاسمهای خوش‌خیم/بدخیم. شایع‌ترین محل‌های EMH مرتبط با اختلال نئوپلاستی عبارتند از طحال، غدد لنفاوی، پوست، استخوان، روده کوچک، حدقه، سینه، دهانه رحم، سینوس بینی، مدیاستینوم و مغز.

## محیطِ خُرد EMH
از بین اندام‌های مختلف مرتبط با EMH، طحال، محلی منحصر به فرد برای ارزیابی تعاملات HSC فراهم می‌کند زیرا یکی از رایج‌ترین محل‌های EMH است، با این حال در خون‌سازی جنین در حال رشد نقش عمده‌ای ندارد. در طحال انسانهای مبتلا به EMH مثبت در مقایسه با کسانی که EMH منفی بودند، سطوح اکسپرشن بالای CXCL12 یافت شد. اکسپرشن زیاد CXCL12، یک نشانگر احتمالی ایجاد کننده سلول‌ها در مغز استخوان و نشان‌دهندهٔ فعل و انفعالات HSC در طحال است. مطالعات نشان داده است که CXCL12 در سلول‌های اندوتلیال سینوسی پالپ قرمز در طحال‌های EMH مثبت قرار می‌گیرد. در حالی که، CXCL12 در سراسر سلول‌های اندوتلیال عروقی پالپ سفید در طحال‌های موارد EMH منفی و مثبت دیده می‌شود. این واقعیت که EMH اغلب در پالپ قرمز رخ می‌دهد، توسط داده‌های فعلی پشتیبانی می‌شود که نشان می‌دهد سلول‌های اندوتلیال سینوس طحال که CXCL12 را نشان می‌دهند ممکن است به چسبندگی و جذب سلول‌های در گردش پیش‌ساز خون‌ساز کمک کرده و مناطق شبیه به EMH در مغز استخوان را در طحال انسان تشکیل دهند.